# 北海道小樽桜陽高等学校
北海道小樽桜陽高等学校（ほっかいどうおたるおうようこうとうがっこう、Hokkaido Otaru Ouyou High School）は、北海道小樽市にある公立（道立）の高等学校。略称は「桜陽（おうよう）」。

## 沿革
- 1906年(明治39年)5月1日 - 北海道庁立小樽高等女学校として開校し、第1回入学式を挙行する。
- 1947年(昭和22年)11月1日 - 校名を北海道立小樽高等女学校に変更する。
- 1948年4月1日 - 校名を北海道立小樽女子高等学校に変更する。
- 1950年4月1日 - 新制高校の発足に伴い、校名を北海道小樽桜陽高校に変更する。
- 1950年7月18日 - 男女共学となる。
- 1986年10月11日 - 開校80周年記念式典を挙行する。
- 1996年(平成8年)10月12日 - 開校90周年・体育館落成記念式典を挙行する。
- 2005年12月 - 新校舎の完成（翌1月移転）。
- 2006年 - 開校100周年記念式典を挙行する。

## 制服
- 男子は学生服、女子は襟や袖口に線が無いセーラー服。

## アクセス
- JR小樽駅より北海道中央バス梅源線「桜陽高校下」下車

## 著名な出身者

### 政治・行政
- 池田隆一（北海道議会議員、元衆議院議員）
- 本保芳明（観光庁長官、国連世界観光機関アジア太平洋センター代表）
- 奥島高弘（海上保安監、海上保安庁長官）

### 経済
- 伊藤亜由美（CREATIVE OFFICE CUE 取締役社長）

### 学問
- 帰山雅秀（水産学者、北海道大学教授）
- 北間正崇（工学者、北海道工業大学教授）
- 榊原清則（経営学者、慶應義塾大学名誉教授）
- 関口恭毅（経済学者、元北海道大学教授）
- 林実樹廣（数学者、北海道大学教授）
- 西安信（工学者、北海道工業大学学長）
- 内田文昭（法学者、神奈川大学学長）
- 島本和明（医学者、日本医療大学総長）

### 文化
- 大野百合子（詩人）
- 左川ちか（本名・川崎愛、詩人）

### 芸能
- 青木秀一（ギタリスト、ハードロックバンドNIGHT HAWKSリーダー）
- 園井恵子（女優、元宝塚歌劇団スター）
- 松本慎二（ベーシスト、ハードロックバンドNIGHT HAWKS、難波弘之とセンス・オブ・ワンダー）
- 安田裕美（ギタリスト）
- 春木大輔（モデル、NORD）[要出典]
- 八幡淳（ラジオDJ)
- 工藤大輝（Da-iCE）[要出典]
- 城谷歩（怪談師、俳優）

### スポーツ
- 野呂田義一（スキージャンプ選手）